# Cour de cassation (Sénégal)
Pour les autres articles nationaux ou selon les autres juridictions, voir Cour de cassation.

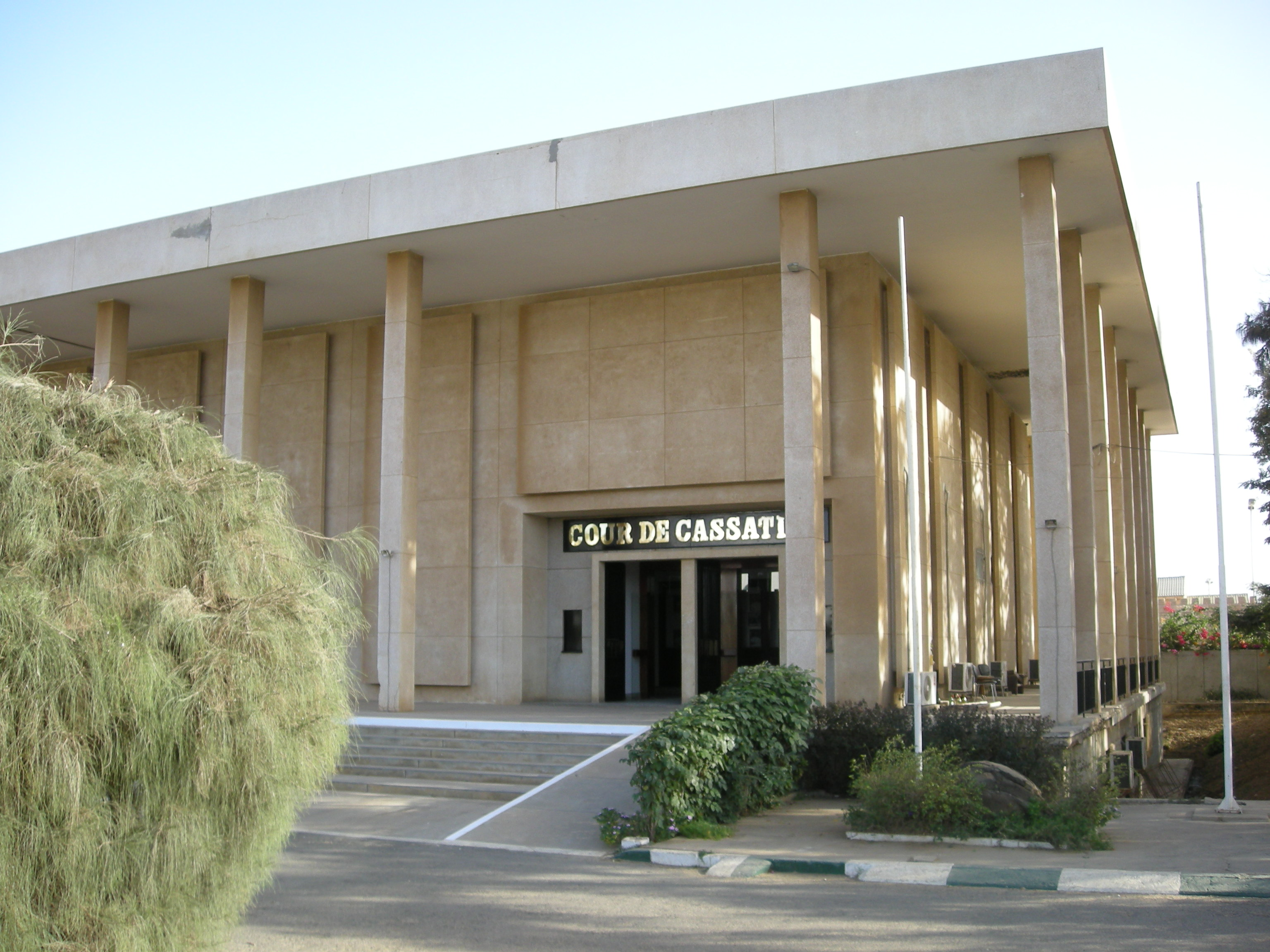
Le siège de la Cour de cassation à Dakar.

La Cour de cassation du Sénégal était la plus haute instance juridictionnelle du système judiciaire, présentant des similitudes avec la Cour de cassation française, avec laquelle elle avait signé une convention de jumelage en 1999.
Son siège se trouvait au sud de Dakar, sur la Corniche Ouest, entre le parc d'attractions Magic Land et le marché aux poissons de Soumbédioune.
Depuis la loi organique du 8 août 2008 elle a fusionné avec le Conseil d'État, et l'ancienne Cour suprême, supprimée en 1992, s'est vue rétablie.

## Histoire
Ses compétences et son organisation avaient été définies par la loi organique n° 92-25 du 30 mai 1992, à la suite de la suppression de la Cour suprême, remplacée par trois organes spécialisés.
Elle était membre de l’Association des hautes juridictions de cassation des pays ayant en partage l’usage du français (AHJUCAF), créée en 2001.
Sur le plan international, dans le cadre des poursuites engagées contre l'ancien dictateur tchadien Hissène Habré, la Cour de cassation du Sénégal avait fait parler d'elle en confirmant le 20 mars 2001 que les « juridictions sénégalaises sont incompétentes pour connaître des actes de torture commis par un étranger en dehors du territoire quelle que soit la nationalité des victimes ».

## Organisation
Au siège, la Cour de cassation comprenait un Premier Président, trois Présidents de chambre et au moins neuf conseillers. Au Parquet, elle se composait d'un Procureur général, d'un Premier Avocat général, d'au moins deux Avocats généraux et d'au plus six Auditeurs affectés à son service.
Les formations de la Cour étaient les Chambres et les Chambres réunies. 
Il y avait trois Chambres, composées chacune d’un Président et de deux Conseillers au moins. La première chambre jugeait les pourvois en matière pénale, la seconde juge les pourvois en matière civile et commerciale et la troisième se consacrait aux pourvois en matière sociale (droit du travail et  sécurité sociale).
Les Chambres réunies comprenaient les Présidents de chaque chambre et les Conseillers. Elles siégeaient en nombre impair.
La Cour de cassation éditait un périodique, le Bulletin des arrêts de la Cour de cassation, dont le premier numéro est sorti en septembre 1995.

## Compétences
La Cour de cassation avait un rôle de régulatrice de droit. Elle sanctionnait les violations de la règle, mais il ne lui appartenait pas de rejuger une affaire. Lorsqu'elle était saisie d'un pourvoi, elle appréciait la légalité des jugements et des arrêts rendus en dernier ressort par les cours et les tribunaux et rendait alors des arrêts de rejet ou de cassation, de déchéance ou d'irrecevabilité.
Aucun recours n'était possible, sauf en cas d'erreur matérielle ou de procédure, ayant affecté la solution donnée à l'affaire et non imputable à la partie intéressée.